# Reichsarbeitsdienst

Allmän RAD-flagga.

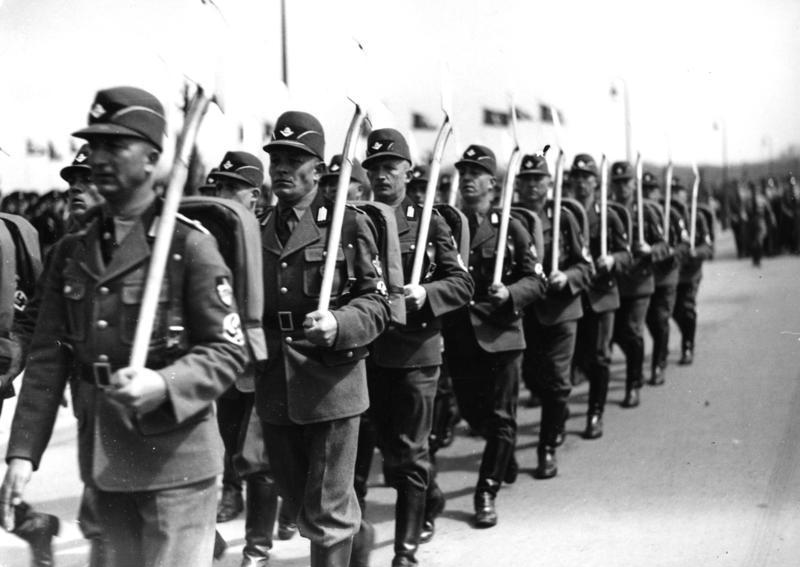
Paradtrupp 1933.

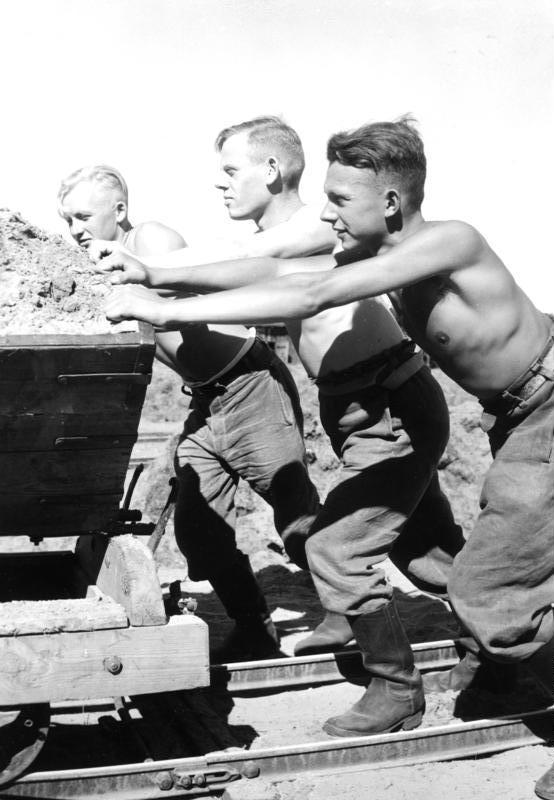
Vägbyggnadsarbete 1936.

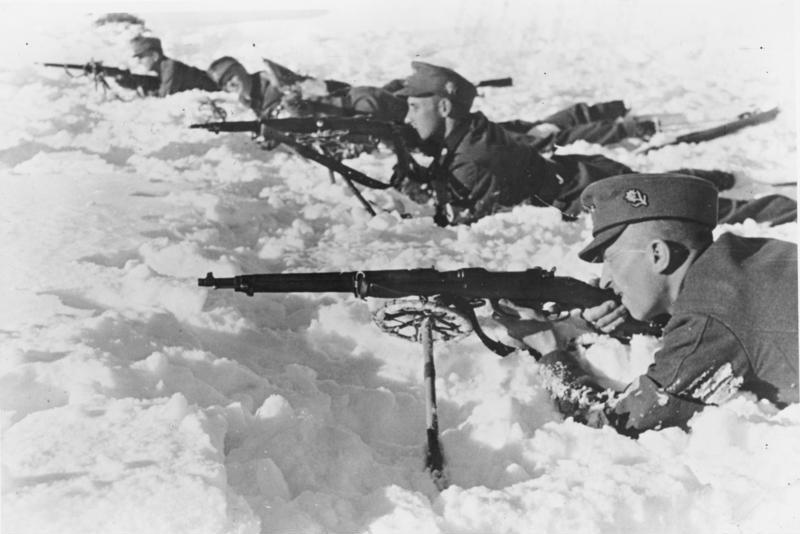
Skjututbildning på skidor 1941.

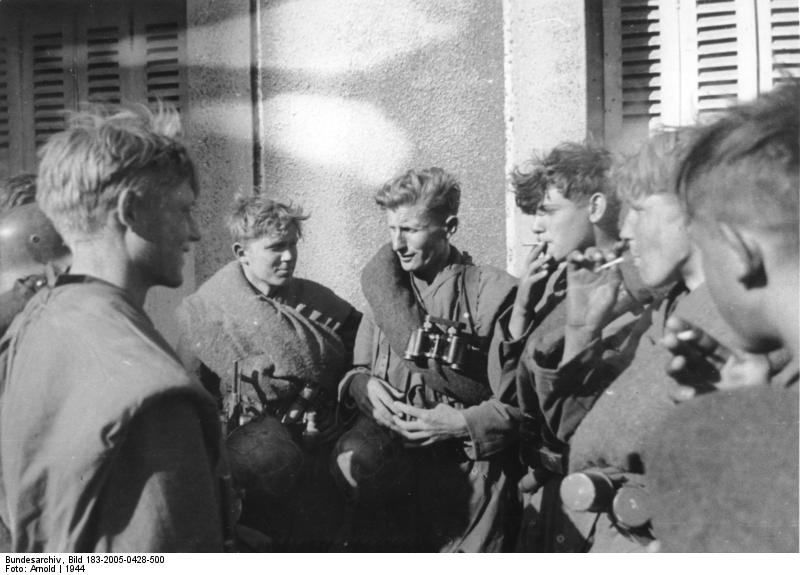
Luftvärnsartilleriservis 1944.

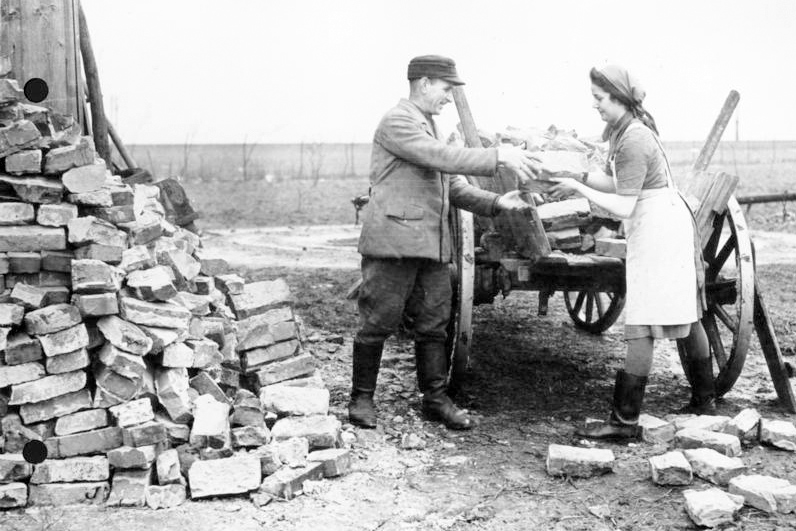
Kvinnlig arbetstjänstpliktig i lantbrukstjänst lossar tegel 1939.

Reichsarbeitsdienst, RAD, (Riksarbetstjänsten) var en organisation och en form av tjänsteplikt för att bekämpa arbetslösheten i Nazityskland och under andra världskriget för att stödja Wehrmacht. 

## Historik
Riksarbetstjänsten upprättades 1934, och 1935 blev den obligatorisk för alla män mellan 18 och 25 år. År 1936 infördes frivillig arbetstjänst för kvinnor och 1 september 1939 blev RAD obligatorisk för alla ogifta kvinnor. 
Riksarbetstjänsten hade två uppgifter som fastställdes i förordningen för Riksarbetstjänsten – en nationalekonomisk och en uppfostrande. För män, som före kriget var förpliktade att göra ett halvårs arbetstjänst, innebar arbetet bland annat vägarbeten och nyodlingar. För kvinnor handlade det främst om hushållsarbete och mjölkning. Dessutom ingick för både män och kvinnor politisk skolning i den nationalsocialistiska ideologin.
Disciplinen vid arbetstjänsten var sträng och organiserades helt och hållet efter militära principer. Männen bar uniform och kvinnorna klänning med håret uppsatt i långa flätor. Obligatorisk var även Riksarbetstjänstens säregna mössa, den så kallade "kaffebönan". För de som tjänstgjorde i RAD var det uppstigning klockan fem på morgonen varpå tio minuters morgongymnastik följde. Därefter var det uppställning, och man hissade högtidligt hakkorsflaggan innan arbetsdagen började. Kvällarna ägnades åt föreläsningar, litteratur och sång. Under kriget svarade RAD för bemanningen av fler och fler militära projekt, till exempel byggnation av bunkeranläggningar.
1935 uppgick de som tjänstgjorde i de 40 RAD-distrikten till 200 000 och 1939 till 350 000. Under hela organisationens livstid var Konstantin Hierl dess ledare.
RAD upplöstes och förbjöds av de allierade efter Nazitysklands sammanbrott 1945.

## Arbetstjänstplikt
Arbetstjänstplikten för män var sex månader. Den genomfördes omedelbart före den tvååriga värnpliktstjänstgöringen. Under andra världskriget blev den ständigt förkortad och uppgick till slut endast till sex veckor vilka uteslutande användes till grundläggande militär utbildning. För kvinnor omfattade arbetstjänstplikten sedan 1939 sex månader. Från juli 1941 tillkom ytterligare sex månaders krigsinsatstjänst (Kriegshilfsdienst), vilken i april 1944 förlängdes med sex månader, alltså sammanlagt 1 ½ års tjänst. Alla begränsningar i tjänstgöringspliken upphörde i november 1944. Krigsinsatstjänsten genomfördes huvudsakligen som flakhelferinnen (luftvärnslottor).

## Krigstjänstgöring
De manliga arbetstjänstpliktiga av årsklass 1924 inkallades till arbetstjänst 1942 och användes för fältarbeten omedelbart bakom första linjen på Östfronten. När årsklassen i oktober 1942 hade genomfört sina sex månaders tjänstgöring överfördes de direkt till militära fältutbildningsförband, varvid rekrytutbildningen kom att genomföras strax bakom fronten istället för på hemorten. RAD-befälet däremot återvände till Tyskland.
Många av de män som inkallades till arbetstjänst 1943 kom att i RAD-uniform tjänstgöra som luftvärnsartillerister inom ramen RAD:s egna luftvärnsbatteriet. De fick först en fullvärdig luftvärnsartilleriutbildning av personal från Luftwaffe innan de blev insatta i hemortens luftförsvar. Andra insattes i fältarbetsförband i Medelhavsområdet och vid Atlantkusten tillsammans med Organisation Todt, medan en del användes för att färdigställa krigsmateriel eller för byggnadsarbeten i de tyska storstäder som drabbats av allierade bombanfall. 1944 överfördes också ansvaret för den militära rekrytutbildningen till RAD. Mot krigets slut uppsattes även egna RAD-divisioner för frontinsatser vilka drabbades av mycket stora förluster.
Kvinnliga arbetstjänstpliktiga användes som ersättning för inkallad manlig arbetskraft i jordbruket och för Kriegshilfsdienst (krigsinsatstjänst) vilken genomfördes hos myndigheter och vid militära expeditioner, i krigsmaterielproduktionen och vid lokaltrafiken. Från 1944 användes kvinnlig RAD-personal även som Flakhelferinnen (luftvärnslottor) vilka bemannade strålkastarbatterier och tjänstgjorde som stridsledningsbiträden vid jaktstridsledningscentraler.

## Organisationsstruktur
RAD var indelat i 32 Arbeitsgaue.
| Nr     | Namn                | Stabsplats            |
| ------ | ------------------- | --------------------- |
| I      | Ostpreußen          | Königsberg in Preußen |
| IV     | Pommern-Ost         | Stolp in Pommern      |
| V      | Pommern-West        | Stettin               |
| VI     | Mecklenburg         | Schwerin              |
| VII    | Schleswig-Holstein  | Kiel                  |
| VIII   | Ostmark             | Frankfurt an der Oder |
| IX     | Brandenburg         | Berlin-Friedenau      |
| X      | Niederschlesien     | Görlitz               |
| XI     | Mittelschlesien     | Breslau               |
| XII    | Oberschlesien       | Oppeln                |
| XIII   | Magdeburg-Anhalt    | Dessau-Ziebigk        |
| XIV    | Halle-Merseburg     | Halle                 |
| XV     | Sachsen             | Dresden               |
| XVI    | Westfalen-Nord      | Münster               |
| XVII   | Niedersachsen-Mitte | Bremen                |
| XVIII  | NiedersachsenOst    | Hannover              |
| XIX    | Niedersachsen-West  | Oldenburg i. O.       |
| XX     | Westfalen-Süd       | Dortmund              |
| XXI    | Niederrhein         | Düsseldorf            |
| XXII   | Hessen-Nord         | Kassel                |
| XXIII  | Thüringen           | Weimar                |
| XXIV   | Mittelrhein         | Koblenz-Karthause     |
| XXV    | Hessen-Süd          | Wiesbaden             |
| XXVI   | Württemberg         | Stuttgart             |
| XXVII  | Baden               | Karlsruhe             |
| XXVIII | Franken             | Würzburg              |
| XXIX   | Bayern-Ostmark      | Regensburg            |
| XXX    | Bayern-Hochland     | München               |
| XXXI   | Emsland             | Osnabrück             |
| XXXII  | Saar-Pfalz          | Münster am Stein      |

## Grader och löner

### Grader
| Grader i trupptjänst                          | Grader i förvaltningstjänst | Grader för läkare  | Grader för kvinnlig personal | Motsvarande grad i Wehrmacht |
| --------------------------------------------- | --------------------------- | ------------------ | ---------------------------- | ---------------------------- |
| Arbeitsmann                                   | -                           | -                  | Arbeitsmaid                  | Schütze                      |
| Vormann                                       | -                           | -                  | -                            | Gefreiter                    |
| Obervormann                                   | -                           | -                  | -                            | Obergefreiter                |
| ausserplanmässiger Truppführer                | -                           | -                  | -                            | Stabsgefreiter               |
| Truppführer                                   | Truppführer                 | -                  | Kameradschaftsälteste        | Unteroffizier                |
| Obertruppführer                               | Obertruppführer             | -                  | Jungführerin                 | Feldwebel                    |
| Haupttruppführer införd 1944                  | -                           | -                  | -                            | Oberfeldwebel                |
| Unterfeldmeister                              | Unterfeldmeister            | -                  | Maidenunterführerin          | Oberfähnrich                 |
| Feldmeister                                   | Amtswalter                  | -                  | Maidenführerin               | Leutnant                     |
| Oberfeldmeister                               | Oberamtswalter              | Arbeitslagerarzt   | Maidenoberführerin           | Oberleutnant                 |
| Oberstfeldmeister                             | Hauptamtswalter             | Arbeitsfeldarzt    | Maidenhauptführerin          | Hauptmann                    |
| Arbeitsführer                                 | Stabsamtswalter             | Arbeitsarzt        | Stabsführerin                | Major                        |
| Oberarbeitsführer                             | Oberstabsamtswalter         | Oberarbeitsarzt    | Stabsoberführerin            | Oberstleutnant               |
| Oberstarbeitsführer                           | Oberstamtswalter            | Oberstarbeitsarzt  | Stabshauptführerin           | Oberst                       |
| Generalarbeitsführer                          | Generalarbeitsführer        | Generalarbeitsarzt | -                            | Generalmajor                 |
| Obergeneralarbeitsführer                      | -                           | -                  | -                            | Generalleutnant              |
| Generalfeldmeister införd 1945, aldrig besatt | -                           | -                  | -                            | General                      |
| Generaloberstfeldmeister införd 1945          | -                           | -                  | -                            | Generaloberst                |
| Reichsarbeitsführer                           | -                           | -                  | -                            | Generalfeldmarschall         |

- ausserplanmässiger Truppführer blev 1944 delad i graderna Hauptvormann för arbetspliktiga och Untertruppführer för befälsaspiranter.[6]

### Löner för anställd personal
| Manlig personal - Grad   | Manlig personal - Lönegrad | Manlig personal - Årslön (utan lönetillägg) Reichsmark (RM) | Manlig personal - Antal tjänster 1939 | Kvinnlig personal - Grad | Kvinnlig personal - Lönegrad | Kvinnlig personal - Årslön (utan lönetillägg) Reichsmark (RM) |
| ------------------------ | -------------------------- | ----------------------------------------------------------- | ------------------------------------- | ------------------------ | ---------------------------- | ------------------------------------------------------------- |
| Truppführer              | RADm 11b                   | 1140-1424,40                                                | 13 894                                |                          |                              |                                                               |
| Obertruppführer          | RADm 11a                   | 2000-2700                                                   | 13 576                                |                          |                              |                                                               |
| Unterfeldmeister         | RADm 9                     | 2350-3500                                                   | 7 805                                 | Maidenunterführerin      | RADw 7                       | 1200-1650                                                     |
| Feldmeister              | RADm 8b                    | 2400-4600                                                   | 4 934                                 | Maidenführerin           | RADw 6                       | 1440-2200                                                     |
| Oberfeldmeister          | RADm 8a                    | 3000-5300                                                   | 3 669                                 | Maidenoberführerin       | RADw 5                       | 2100-3100                                                     |
| Oberstfeldmeister        | RADm 7                     | 4800-7000                                                   | 3 205                                 | Maidenhauptführerin      | RADw 4                       | 2500-4250                                                     |
| Arbeitsführer            | RADm 6                     | 5200-8400                                                   | 882                                   | Maidenstabsführerin      | RADw 3                       | 3800-5900                                                     |
| Oberarbeitsführer        | RADm 5                     | 7000-9700                                                   | 354                                   | Maidenoberstabsführerin  | RADw 2                       | 4800-8400                                                     |
| Oberstarbeitsführer      | RADm 4                     | 8400-12600                                                  | 48                                    | Maidenhauptstabsführerin | RADw 1                       | 5500-9500                                                     |
| Generalarbeitsführer     | RADm 3                     | 14 000                                                      | 19                                    |                          |                              |                                                               |
| Obergeneralarbeitsführer | RADm 2                     | 18 000                                                      | 1                                     |                          |                              |                                                               |
| Reichsarbeitsführer      | RADm 1                     | 24 000                                                      | 1                                     |                          |                              |                                                               |

Medellönen för en industriarbetare var 1939 1459 RM per år. 
Medellönen för en privatanställd tjänsteman var 1939 2772 RM per år.

### Gradbeteckningar 1943-1945
| - 1 Reichsarbeitsführer - 2 Obergeneralarbeitsführer - 3 Generalarbeitsführer | - 4 Oberstarbeitsführer - 5 Oberarbeitsführer - 6 Arbeitsführer | - 7 Oberstfeldmeister - 8 Oberfeldmeister - 9 Feldmeister | - 10 Unterfeldmeister - 11 Obertruppführer - 12 Truppführer | - 13 Untertruppführer - 14 Obervormann - 15 Vormann - 16 Arbeitsmann |  |

* 13 Hauptvormann hade samma gradbeteckning som Untertruppführer, dock utan tvärställd paspoal på axelklaffen.
Källa: